# 军山湖
军山湖位于中国江西省南昌市进贤县北部，南北长25公里，东西宽5公里，最宽处达16公里，水面为32万亩。
军山湖古称日月湖，元末朱元璋与陈友谅在此大战，军山湖由此而得名。原是鄱阳湖的一部分，1958年修建军山湖大堤后形成了相对独立的一个湖泊。
近几年以出产大闸蟹而闻名，是江西省农业厅认定的“无公害水产品养殖基地”，被中国渔业协会河蟹分会授予“中国河蟹之乡”称号。